# Ermita de la Virgen del Castillo (Rivert)
La Virgen del Castillo de Rivert es una ermita románica, antigua capilla del castillo, del pueblo de Rivert, perteneciente al municipio de Conca de Dalt, en el Pallars Jussá, en la provincia de Lérida. Hasta 1969 formaba parte del término municipal de Toralla y Serradell.

## Descripción
Esta iglesia se encuentra ubicada en lo alto del cerro que domina el pueblo.
Es un edificio pequeño, muy transformado a lo largo de la historia. De una sola nave con ábside orientado a levante, se conservan restos de construcciones que podían haber sido de un porche o bien de la misma nave, más larga que no se conserva actualmente.
La nave está cubierta con bóveda de cañón. La puerta de acceso se abre a poniente, y es posiblemente más tardía. El aparato del templo es de entre el siglo XI y el XII, irregular, típico de las construcciones de carácter rural y popular.